# Королевский монетный двор Испании
Королевский монетный двор Испании (исп. Fábrica Nacional de Moneda y Timbre – Real Casa de la Moneda, FNMT-RCM) — национальный монетный двор Испании. FNMT-RCM является государственной корпорацией, которая подчиняется Министерству экономики.

## История
В Испании существовало несколько государственных и частных монетных дворов, пока Филипп V,  первый король Испании из династии Бурбонов, в 18 веке не решил сделать чеканку монет государственной монополией.
Во времена правления Изабеллы II существовало семь государственных монетных дворов, расположенных в Мадриде, Барселоне, Севилье, Памплоне, Джубии, Сеговии и Маниле (на Филиппинах), и каждый из них имел свой собственный шифр и знаки. Когда песета стала национальной валютой, действовал только Королевский монетный двор в Мадриде.
В 1893 году монетный двор и Фабрика марок, которые до сих пор были двумя разными заведениями, занимавшими одно здание на площади Пласа де-Колон,объединились, чтобы создать Национальную фабрику Fábrica Nacional de Moneda y Timbre.
Производство банкнот для Банка Испании началось в 1940. В 1964 году было введено в эксплуатацию новое здание, в котором изготавливались паспорта и национальные удостоверения личности. Позже были напечатаны карточки для игры в бинго и билеты государственной лотереи.

## Королевский монетный двор сегодня
В настоящее время функционируют два завода в Мадриде и Бургосе. В Бургосе расположена бумажная фабрика, на которой печатаются банкноты. Некоторые из продуктовых линеек FNMT-RCM сертифицированы по стандарту ISO 9001.
2 Ноября 2015 года была зарегистрирована компания Imprenta de Billetes, S.A. (IMBISA), корпоративной целью которой является производство банкнот евро, после ее официального внесения в Реестр компаний Испании. Компания, капитал которой составляет 50 миллионов евро, на 80% принадлежит Банку Испании  а на 20% - FNMT-RCM (испанский королевский монетный двор), который может сохранить эту долю до 31 декабря 2017 года.. Компания была создана в ответ на необходимость адаптироваться к правовой базе для производства банкнот евро. Это последовало за утверждением Европейским центральным банком13 ноября 2014 года нового руководства, которое допускает только две альтернативы для производства национальной квоты банкнот евро: в типографии, принадлежащей центральному банку-эмитенту, или через конкурсный тендер, предназначенный для внешних типографий. Власти Испании выбрали первый вариант. Закон 36/2014 от 26 декабря 2014 года о государственном бюджете на 2015 год внес поправки в Закон об автономии Банка Испании, чтобы центральный банк мог доверить свою квоту на выпуск банкнот в евро коммерческой юридической фирме, в которой он владел контрольным пакетом акций.

## Музеи
На третьем этаже здания штаб-квартиры монетного двора находится постоянная музейная экспозиция, называемая Музеем Каса-де-ла-Монеда.
В историческом монетном дворе в Сеговии также находится музей. 

## В популярной культуре
Монетный двор находится в центре внимания испанского телесериала «Бумажный дом» (La casa de papel), хотя внешне здание монетного двора в сериале напоминает здание Испанского национального исследовательского совета.

## Внешние ссылки
- Royal Mint of Spain, in English